# Holzleitensattel
De Holzleitensattel of Holzleithensattel is een 1126 meter hoge bergpas in de Oostenrijkse deelstaat Tirol. De bergpas verbindt het Mieminger Plateau met het Gurgltal bij Nassereith.
De pas, die soms ook hoogtes van 1119 en 1186 meter krijgt toegekend, scheidt het Miemingergebergte van het massief rondom de Tschirgant. Over de pas loopt de Mieminger Straße (B189), die een verbinding vanuit Telfs en Innsbruck richting de Fernpas vormt.
De rivier de Inn zou ooit over het Mieminger Plateau en de Holzleitensattel en door het Gurgltal hebben gestroomd.
Arlberg · Bielerhöhe · Brenner · Fern · Flexen · Gerlos · Großglockner · Hahntennjoch · Katschberg · Kühtai · Pfitscherjoch · Plöcken · Radstädter Tauern · Reschen · Seefeld · Sölk · Staller Sattel · Timmelsjoch · Triebener Tauern · Turracherhöhe · Zeinis